# Біоіндикатор
Біоіндикатор (від bios - життя і пізньолат. indicator — показчик) — організм, вид або біоценоз, за наявністю і станом якого можна судити про властивості середовища, в тому числі про присутність і концентрацію забруднювачів.

## Загальний опис
Виділяють дві форми реакції живих організмів, що використовують як біоіндикатори — специфічну і неспецифічну. У першому випадку відбуваються зміни, пов'язані з дією одного якогось фактора. При неспецифічної біоіндикації різні антропогенні фактори викликають однакові реакції.
У залежності від типу відповідної реакції біоіндикатори поділяють на чутливі і кумулятивні. Чутливі біоіндикатори реагують на стрес значним відхиленням від життєвих норм, а кумулятивні накопичують антропогенний вплив, що значно перевищує нормальний рівень в природі, без видимих змін.
Організм-індикатор повинен задовольняти ряду вимог:
- бути типовим для даних умов;
- мати високу чисельність в досліджуваному екотопі;
- мешкати в даному місці протягом ряду років, що дає можливість простежити динаміку забруднення;
- перебувати в умовах, зручних для відбору проб.

Так, кропива є індикатором високої концентрації в ґрунті кальцію; багато рослин-галофілів вказують на високий ступінь засолення ґрунту. Деякі водні організми свідчать про ступінь забруднення води (наприклад, малощетинкові черв'яки роду Tubifex, личинки двокрилих комах родів Chironomus, Eristalis та ін.); про чистоту води судять по нормальному розвитку вищих ракоподібних — наприклад, бокоплавів роду Gammarus, водоростей роду Fontinalis та ін. При виборі біоіндикаторів необхідно мати на увазі, що стеноойкні види більш надійні, ніж евріойкні; багаторічні краще, ніж однорічні; великі організми краще, ніж дрібні; біоценози з домінуванням таких видів вельми надійні. Імовірність зв'язку біоценозу з певним фактором середовища виражається у відсотках випадків спряженості або балах умовної шкали (Викторов, Востокова, Вышивкин, 1962): 1 — від 1 до 60% випадків спряженості — біоценоз не є біоіндикатором; 2 — від 61 до 75% — сумнівний біоіндикатор; 3 — від 76 до 90% — задовільний біоіндикатор; 4 — від 91 до 99% — вірний біоіндикатор; 5 — 100% — абсолютний біоіндикатор.
Багато організмів досить чутливі і вибагливі по відношенню до різних факторів середовища проживання (хімічного склад ґрунту, води, атмосфери, кліматичних і погодних умов, присутності інших організмів тощо) і можуть існувати тільки в певних, часто вузьких межах зміни цих факторів. Наприклад, скупчення морських рибоїдних птахів свідчить про підхід косяків риб. Специфічні організми планктону і бентосу вказують на походження водних мас і течій, характеризують певні параметри середовища проживання (солоність, температуру тощо). Лишайники і деякі хвойні дерева є біоіндикаторами чистоти повітря. Ряд ґрунтових мікроорганізмів і індикаторні рослини служать біоіндикаторами при пошуках різних корисних копалин. За комплексами ґрунтових тварин можна визначати типи ґрунтів і їх зміни під впливом господарської діяльності людини. Локальні внутрішньовидові угрупування у багатьох тварин, наприклад у риб, характеризуються в залежності від району проживання різними комплексами паразитів-індикаторів. За допомогою біоіндикаторів встановлюють вміст в субстраті вітамінів, антибіотиків, гормонів та інших біологічно активних речовин, а також визначають інтенсивність різних хімічних (рН, вміст солей та ін.) і фізичних (радіоактивність та ін.) факторів середовища. Важливий аспект застосування біоіндикаторів — оцінка з їх допомогою ступеня забруднення навколишнього середовища, постійний контроль (моніторинг) його якості і змін.
Зазвичай рослини-біоіндикатори використовуються для оцінки забруднення повітря, а тварини-біоіндикатори — води. При екологічному моніторингу використання біоіндикаторів часто дає більш цінну інформацію, ніж колишня оцінка забруднення приладами, так як біоіндикатор реагує відразу на весь комплекс забруднень. Крім того, маючи «пам'ять», вони своїми реакціями відображають забруднення за тривалий період. На листках дерев при забрудненні атмосфери з'являються некрози (відмираючі ділянки). По присутності деяких стійких до забруднення видів та відсутності нестійких видів (наприклад, лишайників) визначається рівень забруднення атмосфери міст. Здатність деяких видів біоіндикаторів акумулювати забруднюючі речовини дозволила Швеції виявити наслідки аварії на Чорнобильській АЕС при аналізі лишайників. Береза і осика можуть сигналізувати про підвищений вміст барію та стронцію в навколишньому середовищі неприродно зеленим кольором листя. Аналогічно в ареалі розсіювання урану навколо родовищ пелюстки іван-чаю стають білими (в нормі — рожеві), у лохини темно-сині плоди набувають білий колір і т. д. Для виявлення забруднюючих речовин використовуються різні види біологічних індикаторів: для загального забруднення — лишайники і мохи, для забруднення важкими металами — слива і квасоля, діоксидом сірки — ялина і люцерна, амоніаком — соняшник, сірководнем — шпинат і горох, поліциклічними ароматичними вуглеводнями (ПАВ) — недоторка та ін. Використовуються і так звані «живі прилади» — рослини-індикатори, висаджені на грядках, поміщені в вегетаційні судини або в спеціальні коробочки (в останньому випадку використовуються мохи, коробочки з якими називаються біометрами). «Живі прилади» встановлюють в найзабрудненіших частинах міста. При оцінці забруднення водних екосистем як біоіндикатори можуть використовуватися вищі рослини або мікроскопічні водорості, організми зоопланктону (інфузорії-туфельки) і зообентосу (молюски та ін.). У середній смузі у водоймах при забрудненні води розростається кушир, рдест плаваючий, ряска, а в чистій воді — водокрас жаб'ячий і сальвінія. За допомогою біологічних індикаторів можна оцінювати засолення ґрунту, інтенсивність випасу, зміни режиму зволоження і т.і. У цьому випадку весь склад фітоценозу використовується як біоіндикатор. Кожен вид рослин має певні межі поширення (толерантності) по кожному фактору середовища, і тому сам факт їх спільного зростання дозволяє достатньо повно оцінювати екологічні фактори. Широке поширення набуло використання дерев як біоіндикаторів зміни клімату та рівня забруднення навколишнього середовища. Враховується товщина річних кілець: в роки, коли випадало мало опадів або в атмосфері підвищувалася концентрація забруднюючих речовин, утворювалися вузькі кільця. Таким чином на спилі стовбура можна бачити відображення динаміки екологічних умов.
Можливості оцінки середовища за рослинності вивчаються спеціальним розділом ботаніки — індикаційною геоботанікою. Її основний метод — використання екологічних шкал, тобто спеціальних таблиць, в яких для кожного виду вказані межі його поширення по факторам зволоження, багатства ґрунту, засолення, випасу і т.і. У СРСР екологічні шкали були складені Л. Г. Раменським.
Розроблено різні методи біоіндикації — фітологічне картування (картування числа видів і ступеня проективного покриття і порівняння з еталоном), експозиція в забрудненому середовищі рослин-біоіндикаторів, вирощених в нормальних умовах, аналіз видимих пошкоджень організмів, вміст забруднюючих речовин в організмах у разі біоакумуляції. Зазвичай біоіндикатори використовуються при великомасштабних дослідженнях забруднень навколишнього середовища.
У більшості випадків збираються базові дані про біотичні умови в межах попередньо визначеної еталонної ділянки. Еталонні ділянки повинні характеризуватися незначним або відсутнім зовнішнім втручанням (наприклад, антропогенним впливом, змінами у землекористуванні, інвазійними видами). Біотичні умови конкретного індикаторного виду вимірюються як на еталонній ділянці, так і в досліджуваному регіоні з плином часу. Дані, зібрані в досліджуваному регіоні, порівнюються з аналогічними даними, зібраними на еталонній ділянці, для того, щоб зробити висновок про відносний екологічний стан або цілісність досліджуваного регіону.